# Petr Předbořský z Předboře
Petr Předbořský z Předboře byl Vladyka z Předboře u Chotěboře.
Od svého otce dostal Březovice, které vlastnil určitě ještě v roce 1630. Jeho bratři odcházejí do ciziny, protože se nechtějí vzdát své víry a jsou odsouzeni za stavovské povstání. Majetek bratrů přejímá strýc Albrecht Hyldebrant Lukavský z Lukavice.